# パタパタ時計

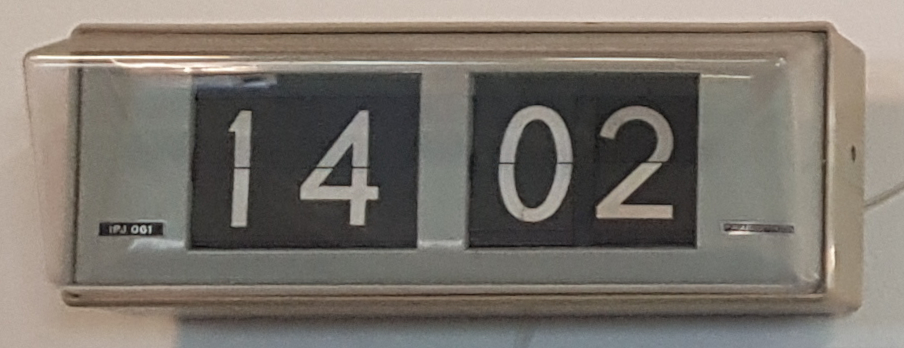
フリップ時計（ブラチスラヴァの交通博物館の展示品）

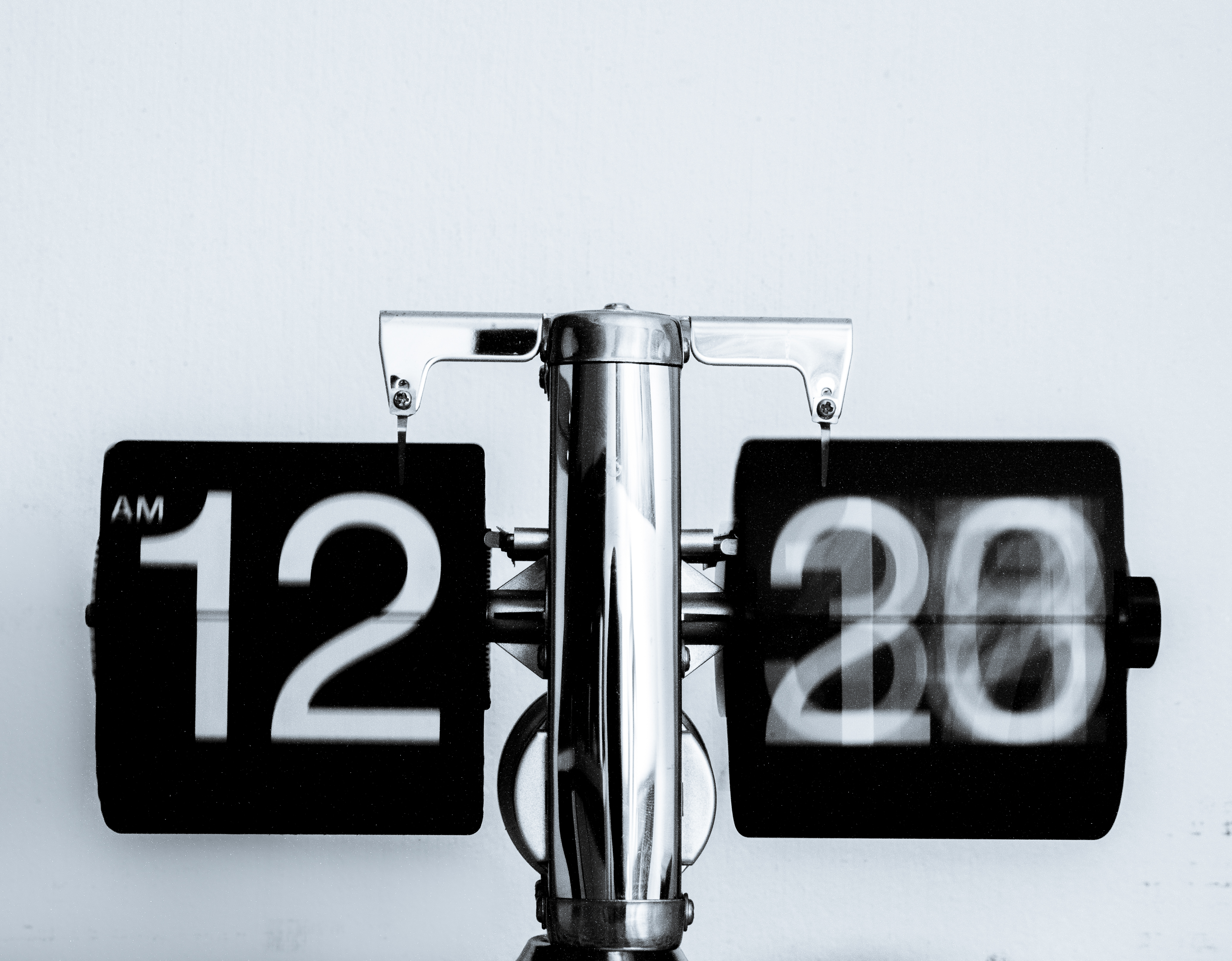
フリップ時計。近年の、インテリア用で、あえて機構をむき出しにしたもの。

パタパタ時計（パタパタどけい）あるいはフリップ時計 (英: flip clock) は、数字が描かれた板を回転させて時刻を表示する機械式デジタル表示式の時計の一種である。リーフ式時計とも呼ばれ、反転フラップ表示式の旅客用の大型表示案内装置を開発したイタリアの企業名 (Solari di Udine) からソラリー時計などとも呼ばれる。

## 概要
パタパタ時計は、数字が半分ずつ書かれた多数の薄いプラスチック板をはめた円筒の回転により、上下の板で構成された文字板で現在時刻を直読する時計のことである。
ほとんどの製品は円筒は横に並べられ、板の上部はツメで固定され、板の下部は重力により落下することから開いた板に表記された文字により視認することができるが、2枚の板を組み合わせて表示する関係から文字のちょうど中心の高さで文字の欠けを生じる。
名称
「パタパタ時計」は、板がめくれる際の音を真似た日本語の「パタパタ」という擬音語を用いた呼称である。一方、「フリップ時計」は英語の "flip clock"の和訳で、英語の "flip" は「ひっくり返る、反転する、めくれる」という意味である。

## 歴史
パタパタ時計は1904年（明治37年）にアメリカで金・銀メッキされた土台の上のガラスの円筒容器の中に上から時間と分の円筒を並べたゼンマイ動力の卓上デジタル時計「Plato Clock」として登場した。日本国内でも販売されたが、日本で大正時代に製品化された柱時計型の回転板式デジタル時計とともに一般庶民には普及しなかった。

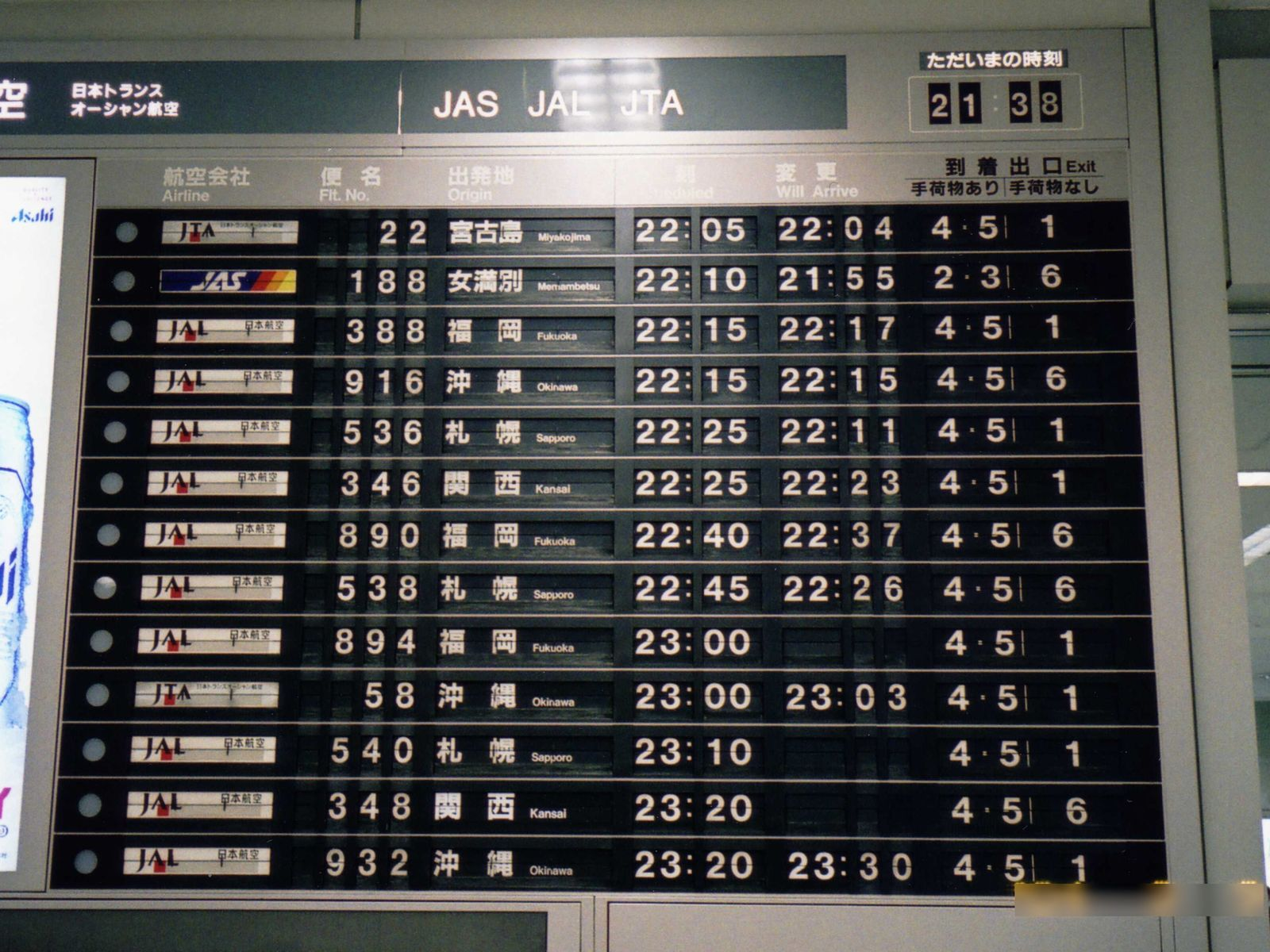
東京国際空港に見られた反転フラップ表示式到着案内表示（2003年撮影）

日本において反転フラップ表示によるディスプレイが一般に知られるようになるのは1960年代であった。東京オリンピック対策で羽田空港ターミナルビルにフラップ式航空機発着案内表示装置（ソラリー社製データビジョン）などの導入が行なわれ、のちにほかの旅客施設や見本市会場などに相次いで導入された。
その後、日本では1970年前後から機械式のデジタル時計が民生用に普及し、回転ドラム式デジタル時計や回転円盤式デジタル時計とともに普及し、目覚まし時計にとどまらず、当時流行したオーディオ機器のFM放送のエアチェック用のオーディオタイマーや、炊事家電用のクッキングタイマー、目覚まし時計付きの電気スタンド、ラジオやテレビなどに時計が内蔵される時代もあった。

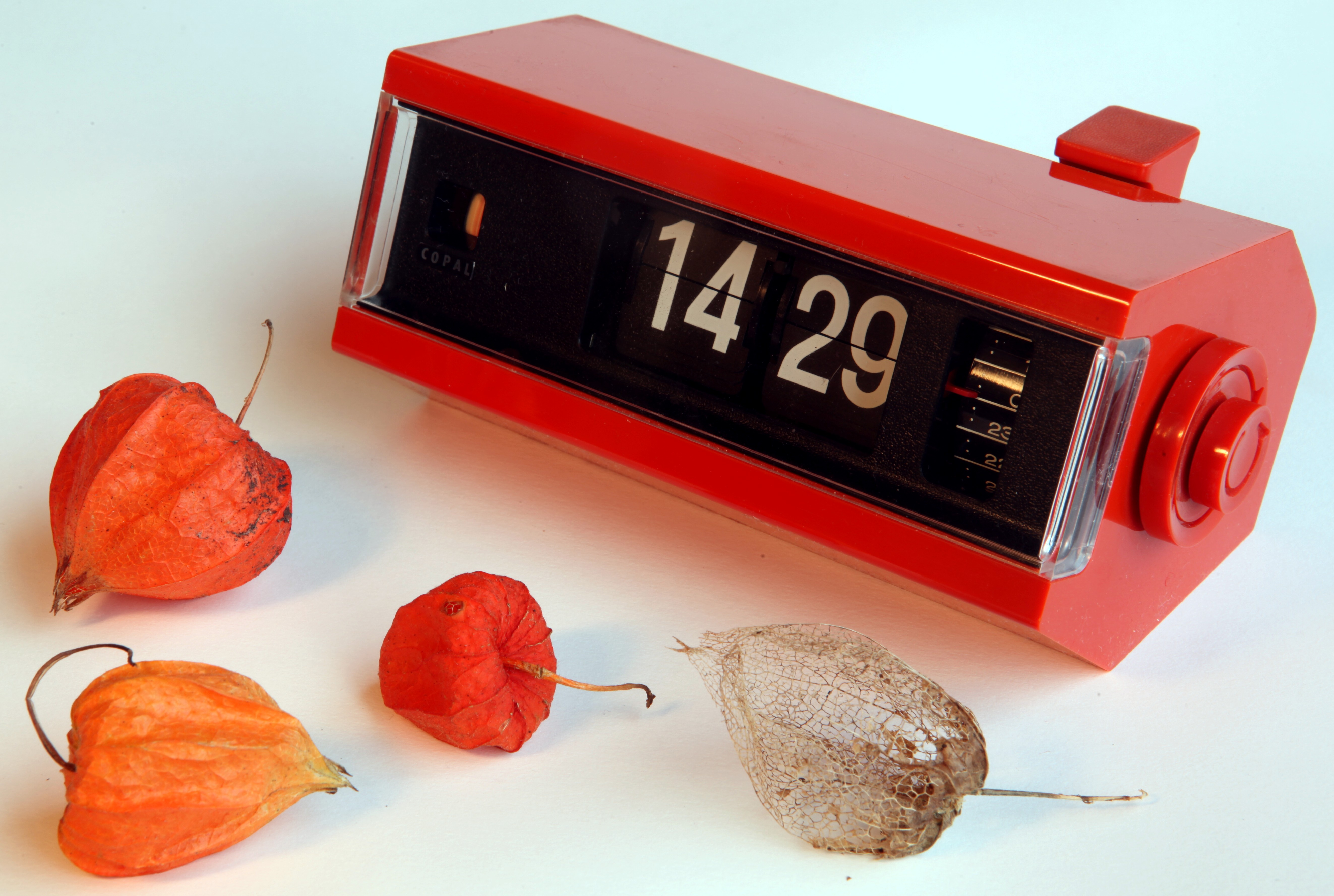
1970年代のパタパタ時計（日本のコパル製）
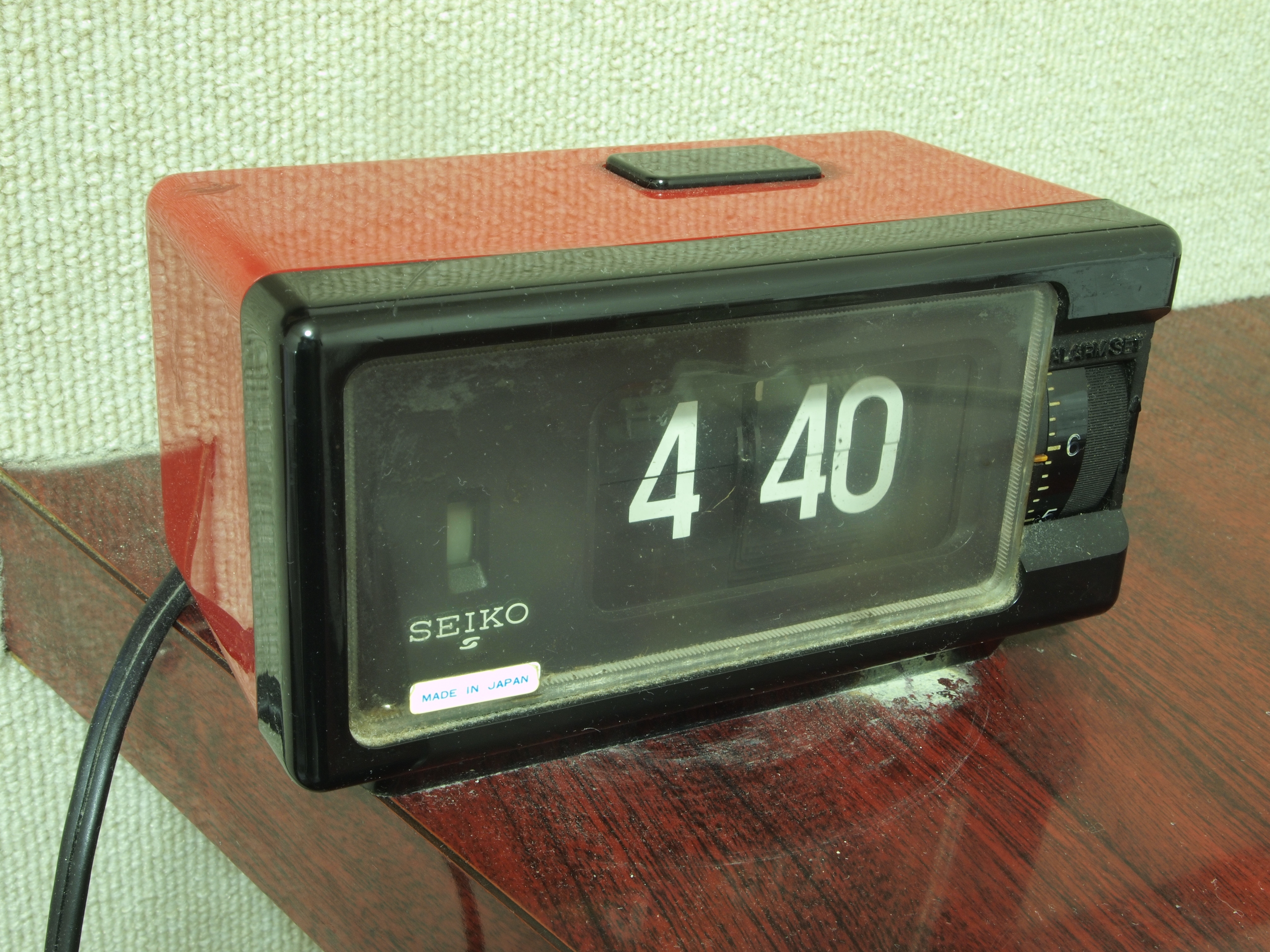
同時代の交流式パタパタ時計（SEIKO）
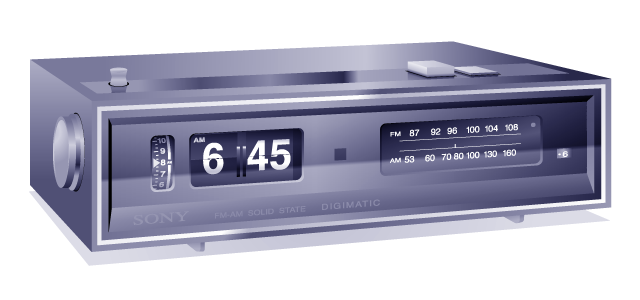
フリップ式目覚まし時計+ラジオ（SONY）

だが、1980年代以降、LEDや蛍光表示管、液晶を表示素子に用いた半導体デバイスによる電子式デジタル時計の普及とともに、板がツメから外れることにより分が変わるという機械的な仕組みから秒単位での誤差が大きいことや、時刻設定やサマータイムの際に時計の時刻を進めることはできても逆に戻すことができないという不便もあり、パタパタ時計は市場から駆逐され日本の時計メーカーも相次いで製造から撤退した。
しかし、近年では表示機構のユニーク性や1970年代のデザインが再評価されて、再びインテリア雑貨として用いられることも増えている。
また、パソコンや携帯電話などの時計のアプリケーションやスクリーンセーバーにも、パタパタ時計を模したものが数多くみられる。

## 機能

### 表示要素
一般に、パタパタ表示で表示される基本的な要素は、「時間」と「分」であり、時間の表示には1個、分の表示には1個ないし2個(2桁表示)の円筒を用いて時刻の表示が行なわれる。また「秒」の表示は基本的に無いため秒の動きを示す縞模様の円盤やドラムの回転や点滅ランプにより、時計の動作を表示するものが多い。ただし、最近発売される製品はデザインなどを重視する関係から「秒」の表示機能が省かれる製品がある一方、「秒」のほか「年月日」「曜日」などの項目をパタパタで表示する製品もある。

### 表示部の照明
パタパタ時計は自照式ディスプレイではないため、豆電球やネオンランプ照明が表示部に付いている製品がある。

### タイマー機能
かつての民生用のパタパタ時計ではアラームや電源のタイマー機能を持つものもあったが、多くの場合、時計表示のわきに付いた小窓のドラムに記された10分単位で刻まれた目盛りで設定するようになっていた。　また、一部の製品ではアラームの設定時刻が別窓のデジタル表示で示されるものもあった。

## 機構

### 基本構造と動作

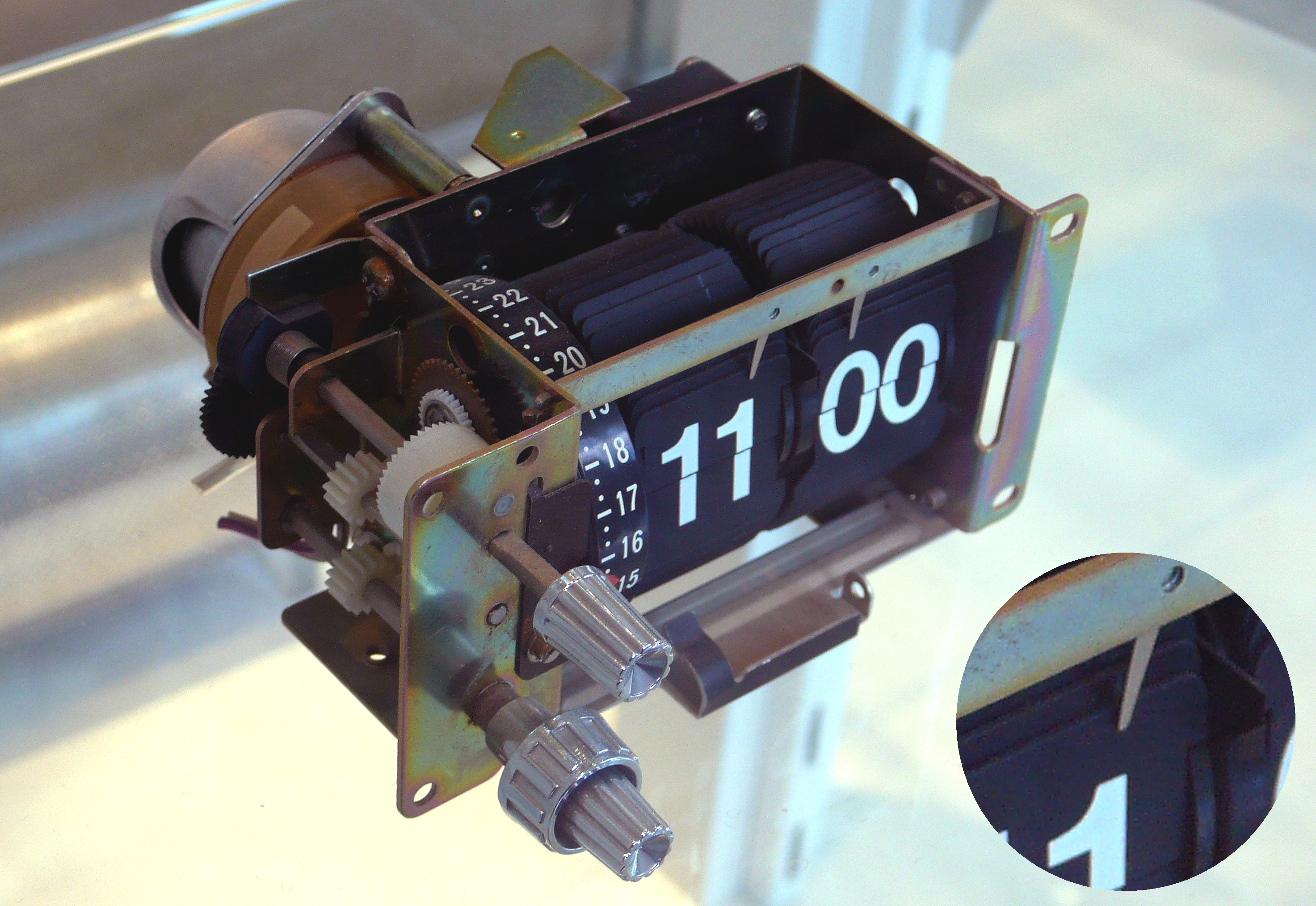
フリップ時計のメカニズム
(右下の拡大部:本体側の爪)

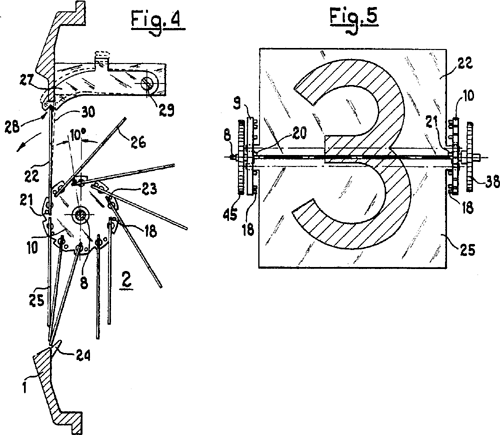
パタパタ時計の機構図（フラップ10枚の場合。)
22と25の板で「3」の文字を構成する場合、22の板の裏面は「4」の下半分。その面と向き合う26の板は「4」の上半分が印刷されている。
一般にパタパタ時計は28や24のような板の逆回転を防ぐツメなどの機構があるため、逆回転は不可能である。

捲れる動き

一般的なパタパタ時計は、同期電動機やステッピングモーターを動力とし、ギヤの回転比や運針機構とともに、それぞれが回転する時間と分の単位の表示を受け持つ沢山の板の付いた2つの円筒で構成される。
円筒は両端に大きな円盤(Fig5の3と10)が付いたボビン状の形をしており、円盤のふちにはそれぞれ規則正しく穴が付いており、数枚ないし60枚の板（「フラップ」や「リーフ」とも呼ばれる」）が放射状に取り付けられて、回転式の名刺ホルダー(ローロデックス)によく似た形になっている。
また、円筒に取り付けられる板は概ね文字の半分の大きさとなっており、文字の分断される部分の両端には円盤の穴に入る突起が伸びている。
これらの板は円筒に対してそれぞれ自由に揺動できるようになっていて、そのうちの1枚が時計の本体側の爪に引っかかって止められるようになっている。その結果、爪で止められた板と、その1枚前の板とがちょうど本の見開きのような状態になって、2枚1組で数字を表示する。
同期電動機やステップモーターの動力によって円筒が徐々に回転していくと、板を止めていた爪が外れて、板が下にめくられると、爪から外れたフラップの裏面が数字の下半分を表示し、新しく現れた次のフラップの表面が数字の上半分を表示することになって、新しい時刻が表示される。
パタパタ時計の円筒や板の構成や装置を動かすためのギヤ比などの詳細な構造は製品の仕様により大きく異なり、2つの円筒のうちの分の単位は多くの製品では1時間で1回転するように作られているが、一方の時間の単位は12枚(1日2回転)、24枚(1日1回転)、48枚(1日1回転、30分で1回板が反転)などがある。
なお、時間の板の反転は1時間に正時に1回だけ時間の円筒が回転することにより反転するものと、動力が分表示の円筒に連動しており、ギヤ比により1時間に12時間表示ならば30度24時間表示ならば15度回転して、正時の少し前にストッパーが外れ、次いで分表示と連動するようになっているストッパーが外れ、時間の板が反転するものに分かれる。

### 使用電源と動力源
パタパタ時計は、一般にゼンマイ、乾電池もしくは商用電源で動作する。
ゼンマイの場合はゼンマイバネが元に戻ろうとする力を使って脱進機を通じて動作させる(機械式)。
乾電池を使用するものには、水晶振動子の発振を利用してステッピングモーターを動作させる(クォーツ式)、トランジスタの発信回路により歯車を動作させるトランジスタ式、約300Hzで振動する音叉を使用して時を刻む音叉式の3種が存在する。
交流電源の場合は同期電動機（シンクロナスモーター）で動作するが、日本では地域により商用電源周波数が異なる(50Hz/60Hz)ため、周波数切り替えつまみの付いた製品や商用電源周波数専用の商品がある。現在、日本の消費者向けに市場に出回る製品の多くは、乾電池で動作するものである。

### 大規模な時計設備の場合
商用施設の世界時計や大規模なものは親時計による時刻信号により多数の子時計を連動させる場合がある(設備時計)子時計となるパタパタ時計の構造は同期電動機や円筒と連動したスイッチなどが付加されるために複雑となる。

## ギャラリー

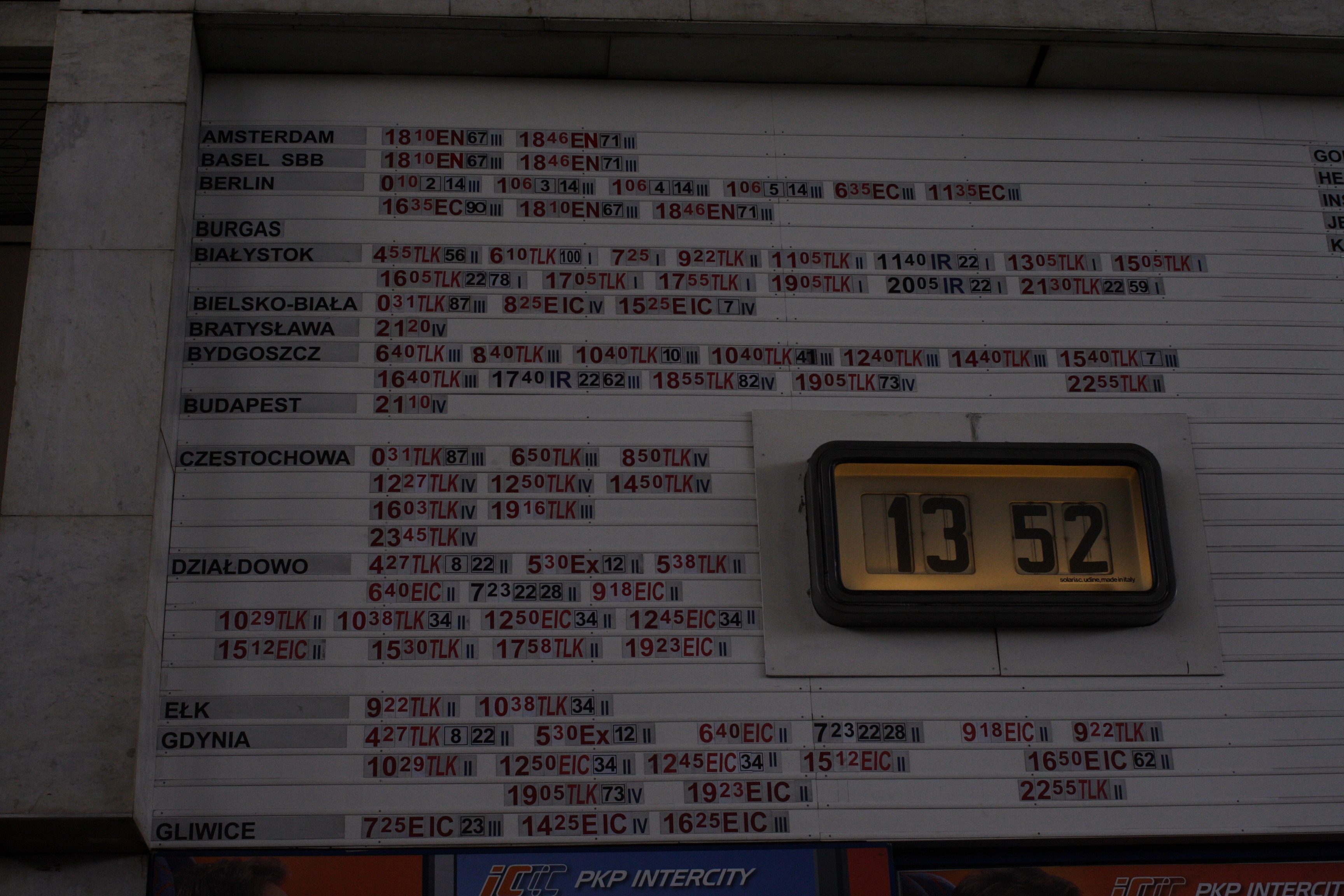
横向きにパタパタするフリップ時計（ワルシャワ中央駅）
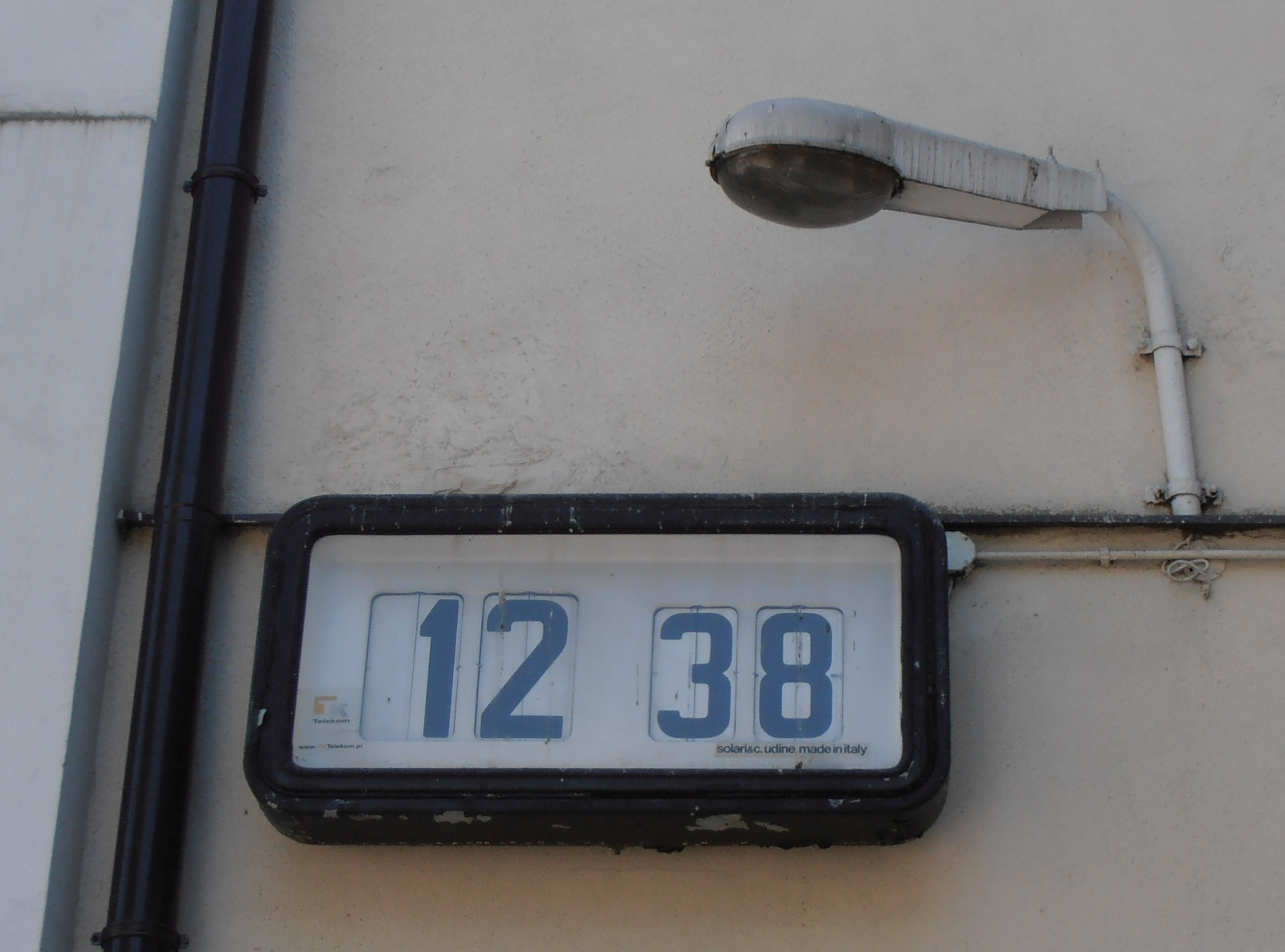
横向きにパタパタするフリップ時計